# SP Open
Il SP Open  è un torneo femminile di tennis che si gioca all'aperto sui campi in cemento del Parque Villa-Lobos di Sao Paulo in Brasile e facente parte della categoria WTA 250.
Il torneo sostituisce il Jasmin Open e segna il ritorno del circuito WTA 250 in Brasile a quasi dieci anni dall'ultimo disputato a Florianopolis.

## Albo d'oro

### Singolare
| Anno | Categoria | Campionessa | Finalista | Punteggio |
| ---- | --------- | ----------- | --------- | --------- |
|      | WTA 250   |             |           |           |

### Doppio
| Anno | Categoria | Campionesse | Finaliste | Punteggio |
| ---- | --------- | ----------- | --------- | --------- |
|      | WTA 250   |             |           |           |